# إمارة البراكنة
إمارة البراكنة أو إمارة أولاد عبد الله هي أولى الإمارات الموريتانية وهي الأقوى والأكثر اتساعا،[بحاجة لمصدر] تشغل أراضي شاسعة حيث امتدت من تيرس إلى نهر السنغال شرقي بلاد الترارزة حتى تكانت والعصابة شرقا. وقد قامت خلال القرن السابع عشر الميلادي.

## نسبهم
وأولاد عبد الله هم القبيلة والعشيرة البراكنة، ويتمون إلى مجموعات قبلية من عرب المعقل عاشت فترة مد وجزر ابان العصور المضطربة في الشمال الإفريقي استقروا وبسطوا نفوذهم علي كامل الجنوب المغربي والجزائري منذ القرن السادس الهجري القرن الحادي عشر ميلادي، وذالك قبل أن يمتدوا رويدا رويدا نحو بلاد الساحل جنوب الصحراء وما عرف بموريتانيا لاحقا أي الوجه البحري الاوقيانوسي وإلى هذا الحد يتفق الإخباريون لا كن الخلاف قام حول نسبهم العربي هل هم عدنانيون من بني هاشم أم قحطانيون من عرب اليمن ما بين حمير وكهلان فان فيهم بطنين يسمي كل واحد منهما بالمعقل ذكرهما ابن الكلبي وغيره.
وقد رد على كلام ابن خلدون جماعة من النسابين والفقهاء والمؤرخون فمن أبرزهم أحمد بن خالد الناصري حيث فند أقوال ابن خلدون واحدا تلو الآخر وألف كتابا خصيصا لهذا الغرض وسماه طلعة المشتري في تحقيق النسب الجعفري وكذالك كتابه الاستقصا لأخبار دول المغرب الأقصى. وكذالك رد عليه المصطفي بن حبيب الموريتاني في كتابه اللؤلؤ والمرجان بإثبات جعفرية وشرف بني حسان.
و تضم القبيلة عدة أفخاذ منهم:
- أولاد أعل
- أولاد نقماش
- أولادالسيد
- أولاد بكار
- أولاد منصور.
- اولاد احمد

## تاريخ
قاموا بطرد أولاد مبارك إلى الحوض كما حاصروا إدوعيش 3 أشهر على ظهر تكانت حتى اتفقوا معهم على الهدنة وفك الحصار مقابل 40 فرس دفعتها إدوعيش، وقد اجتاحوا الترارزة والتي لجأ أميرها أعل شنظوره إلى ملك المغرب وبايعه مقابل مده بجيش لتحرير إمارته وقد مده بجيش قوامه قبيلتان من بني حسان من ذرية ارميث بن مغفر وهما لبيدات وأرحاحلة، وقد قتل الأمير في حرب تحرير الترارزة، ومن أمرائهم الأمير بكار ولد أعل المعروف أيضا ب (بكار الغول) وهو قائد معركة شرببة والتي هزم فيها حلف الزوايا.
بكار (ت 1092 هـ «عن موسوعة المختار») بن اعل بن عبد الله -يُلفَظُ اسْمُهُ عَبدَ اللَّ بتفخيم اللام المشددة المبنية على الفتح - ابن كَرُّومْ - بترقيق الراء، واسْمُه عبد الكريم كما أفادت حاشية في كتاب هارون بن الشيخ سيدي «الأخبار» - ابن عَبدِ الْجَبّار (ذكَرَهُ في الحسوة ونبَّهَ هارون في كتابه على ذلك) ابن مَلُّوكْ - واسْمُه عبد الْمَلِك كَما في كتاب هارونَ - بن بَرْكَنِّ بن هَدّاج بن عمران بن عثمان بن مَغفربن أودَيْ بن حَسّان.
وبكار الْمذكور هو جدٌّ لِملك الْمَغرب الحالي فهو: محمد بن الحسن بن محمد بن يوسف بن الحسن بن محمد بن عبد الرحمن بن هشام بن محمد بن عبدِ الله بن مولاي إسماعيل مِن زوجه خناتة بنت بكار.
واخناثَ هذه، كنتُ رأيتُ في أحدِ الْمَصادر - لا أستحضرهُ الآن وغالب ظني أنه كتاب الأستاذ الخليل النحوي «بلاد شنقيط المنارة والرباط» - أنها كانت على قدر من المعرفة وأنْ قدْ رِيئَت لَها حواشٍ على نسخة لَها من كتاب الإصابة لشيخ الإسلام أبي الفضل بن حجر رضِيَ الله عنه.
لقد أطلق المؤرخ البكري على أرض الصحراء «بلاد الفقهاء والنساء». كانت المرأة الموريتانية الصحراوية تمتهن العلم والتدريس، وتهتم بالتأليف في مختلف المجالات، ومن أشهر نساء هذه الفترة خناثة بنت بكار، الأميرة المتحدرة من أسرة الإمارة في منطقة البراكنة في الوسط الموريتاني، التي تزوجها سلطان المغرب، مولاي إسماعيل، في القرن السابع عشر، وكانت امرأة عالمة ولا تزال المكتبات المغربية تغص بالمؤلفات التي استنسخت لها، وتشهد على اهتمامها الواسع بالعلم